# Embocadura
En la música, l'embocadura es refereix a la part d'un instrument aeròfon que està en contacte amb els llavis del músic així com a la posició o acció dels llavis i la cavitat bucal de l'intèrpret.
En tots els instruments de la família dels metalls, l'embocadura és la peça metàl·lica amb forma d'embut sobre el qual els músics situen els llavis amb l'objectiu de fer-les vibrar per reproduir un so. El saxòfon i la clarinet tenen una embocadura d'un altre tipus, també anomenat bec: l'embocadura a la qual és fixa la llengüeta amovible. L'embocadura és, igualment, el bisell metàl·lic amb un fort de forma com a arrodonida que es troba a les flautes travesseraes modernes, considerada per raons històriques com a part de la secció dels instruments de vent de fusta.
- broquet dels metalls[4]
- bec de llengüeta senzilla de clarinet
- bec de doble llengüeta de fagot
- bisell de flauta travessera
- bec de flauta dolça
- bec de flabiol